# Famille d'Anthenaise
Ne doit pas être confondu avec Anthenaise.
La famille d'Anthenaise est une famille subsistante de la noblesse française, d'extraction chevaleresque originaire de la Mayenne, avec une filiation prouvée remontant à 1391. Elle a formé plusieurs branches, établies principalement en Normandie, en Anjou, dans le Comté de Laval (département de la Mayenne actuel). La famille d'Anthenaise a fourni de nombreux officiers.

## Histoire
Les auteurs ne s'accordent pas sur la filiation de la famille subsistante du nom d'Anthenaise.
P-Louis Lainé a rédigé en 1878 une Généalogie de la famille d'Anthenaise dont il fait remonter la filiation à 880.
L'Abbé Angot écrit en 1903 dans son Dictionnaire historique, topographique et biographique de la Mayenne sur la famille d'Anthenaise que l'on trouve mentionnée au Xe siècle : « famille dont les origines historiques sont aussi anciennes que la féodalité elle-même. Guillaume d'Anthenaise que le généalogiste de Quatrebarbes, Gilles Ménage et Pierre-Jean Le Corvaisier font remonter au Xe siècle sur l'autorité de la charte de fondation du prieuré d'Auvers-le-Hamon, doit toutefois être considéré comme apocryphe, car ce nom ne se trouve même pas dans l'acte invoqué, d'ailleurs d'une date bien plus récente et certainement interpolé. ». Il ajoute  « le premier ancêtre connu est Gauslin, qui fit construire l'église de Notre-Dame d’Anthenaise, est témoin d'un jugement de Guillaume le Bastard entre la Couture et Marmoutier, au sujet du prieuré de Saint-Martin de Laval, 1064 ; figure effectivement, mais à la date approximative de 1050, dans la charte d'Auvers, et ratifie, avec Hamelin et Hubert, ses fils, le don de l'église de Nuillé à Saint-Vincent, vers 1070. Un acte d'Hildebert, évêque du Mans, par lequel il reconnaît avoir acquis des enfants d'Hamelin d’Anthenaise des biens provenant d’Agnès de Bazougers, leur aïeule, prouve que celle-ci était femme de Gauslin d’Anthenaise et explique à quel titre la terre de Bazougers appartient à ses descendants ».
Cet auteur indique les seigneurs d'Anthenaise s'éteignent avec Hamelin, seigneur d'Anthenaise qui vivait en 1242 et dont l'écu était vairé de cinq tires, le contre-sceau portant l'aigle à deux têtes. Avec Hamelin s'éteint le nom, au moins dans la branche aînée. Il ajoute que les d'Anthenaise subsistants de nos jours reparaissent au  XIVe siècle avec des armoiries nouvelles ; leur écu est maintenant chargé de trois jumelles. Toutes les branches connues depuis sont issues de celle du Plessis d'Anthenaise.
En 1911, Gustave Chaix d'Est-Ange introduit sa notice sur cette famille en mentionnant qu'une famille d'Anthenaise qui appartient à la noblesse chevaleresque du Maine a pour berceau l'ancienne seigneurie d'Anthenaise à trois lieue de Laval, et qu'elle a pour premier auteur connu Guillaume qui était seigneur d'Anthenaise vers l'an 1000. Il indique que la ligne directe des seigneurs d'Anthenaise s'éteignit avec Hamelin, chevalier, seigneur d'Anthenaise, qui fit diverses donations en 1252 et 1259 et qui laissa sa terre d'Anthenaise et tous ses autres biens à sa sœur, Emmanuelle, mariée à Jean Chamaillart . Il ajoute qu'Amaury d'Anthenaise que l'on croit avoir été l'oncle des précédents eut en partage la terre du Plessis qui prit dans la suite le nom d'Anthenaise, est considéré comme l'auteur de la ligne qui s'est perpétuée jusqu'à nos jours.
Henri Jougla de Morenas dans le Grand Armorial de France (1934) ne donne pas de filiation de la famille d'Anthenaise subsistante au-delà de Charles d’Anthenaise, écuyer, seigneur de Saint-Philibert, né en 1698, marié en 1741 à Françoise de Contineau. Il donne à cette famille d'Anthenaise les armes Bandé d’argent et de gueules à 8 pièces, il consacre une notice différente de la famille d'Anthenaise à laquelle appartenaient Hamelin et Geoffroy d’Anthenaise, chevaliers croisés  en 1191 et dont les armes d'argent à l'aile bicéphale de gueules, le vol abaissé figurent dans la Salle des Croisades du Château de Versailles.
Régis Valette dans le Catatogue de la noblesse française écrit que la famille d'Anthenaise subsistante est une famille de noblesse chevaleresque originaire du Maine avec une filiation prouvée remontant à 1391 avec des armes qui sont d'argent à l'aigle éployée de gueules.

## Familles

### Première famille d'Anthenaise
- Gauslin d'Anthenaise, premier ancêtre connu qui fit construire l'église de Notre-Dame d’Anthenaise ; il est témoin d'un jugement de Guillaume le Conquérant entre l'Abbaye de la Couture et l'Abbaye de Marmoutier, au sujet du Prieuré Saint-Martin de Laval, 1064. Il figure effectivement, mais à la date approximative de 1050, dans la charte d'Auvers, et ratifie, avec Hamelin et Hubert, ses fils, le don de l'église de Nuillé à Abbaye Saint-Vincent du Mans, vers 1070. Un acte d'Hildebert de Lavardin, évêque du Mans, par lequel il reconnaît avoir acquis des enfants d'Hamelin d’Anthenaise des biens provenant d’Agnès de Bazougers, leur aïeule, prouve que celle-ci était femme de Gauslin d’Anthenaise et explique à quel titre la terre de Bazougers appartient à ses descendants[2].
- Hamelin Ier d'Anthenaise, dit aussi Hamelin de Bazougers[2] ; donne, avant 1080, à l'Abbaye Saint-Vincent du Mans, l'église, le presbytère et le cimetière de Bazougers ; il assiste au jugement par lequel Guy II de Laval reconnaît les droits de l'Abbaye Saint-Serge d'Angers sur l'église d'Astillé, vers 1090 ; comme seigneur de la Motte-Achard, il fait remise au prieuré de Bouère d'un droit de péage, et se trouve au Mans en même temps que le pape Urbain II en 1096. Il dut faire un voyage forcé en Angleterre à la demande de Guillaume le Roux, probablement pour accompagner avec d'autres seigneurs l'évêque Hildebert de Lavardin, otage et prisonnier, 1099. Avant son départ, il demande aux religieux de l'Abbaye Saint-Vincent du Mans de dire pour lui soixante messes. Après son retour, il donne à l'Abbaye Saint-Aubin d'Angers quelques biens en Luché et assiste à la fondation du prieuré de la Cropte. Il fut époux de Domette et d'Adelaïde, si toutefois ces deux noms ne désignent point une même personne. Outre Élie, son aîné, surnommé Galbrun, qui confirma et étendit les droits de l'Abbaye Saint-Vincent du Mans sur l'Église Saint-Victeur de Bazougers, il eut : Renaud, dit Le Bouc, Guy, Fouquerand et Savary.
- Hamelin d'Anthenaise dont la filiation n'est pas absolument certaine, quoiqu'il semble très probablement fils de Galbrun, vivait en 1150 ; il est surtout connu comme seigneur de Bouère et bienfaiteur de l'Abbaye de Bellebranche[2] (on montre encore dans les dépendances de l'ancienne abbaye la base d'une croix, dite la Croix d'Anthenaise). Hamelin était aussi, au moins partiellement, seigneur de Ballée[n 1]. Sa femme se nommait Cécile, et ce doit être par erreur qu'elle est dite femme au lieu de mère du suivant, dans une charte de l'Abbaye de Savigny antérieure à 1190.
- Savary  d'Anthenaise[2], était à la fois seigneur de Bouère et de Bazougers. Sibille de Chaourses lui apporta en dot la terre de ce nom en Tannie. Témoin en 1199 de l’accord conclu entre Guy VI de Laval et Hamelin L'Enfant, son parent, il reconnaît aux religieux de l'Abbaye d'Évron droit d'usage dans sa forêt de Langé, part du Mans pour le Pèlerinage de Saint-Jacques-de-Compostelle, 1200, confirme les biens du Prieuré Saint-Martin de Laval[7] en son fief d'Anthenaise, 1214, et dotait en 1219 de quelques biens le Prieuré de Notre-Dame du Champ-de-Vigne, à Mézangers. Il est le premier de sa famille dont on connaisse le sceau armorié, chargé d'une aigle à deux têtes — empreintes de 1217, 1226, 1229.
- Savary d'Anthenaise, son grand-oncle, avait un sceau sans armoiries[2].
- Hamelin d'Anthenaise[2], plusieurs fois qualifié seigneur d'Anthenaise, de Bazougers et de Bouère, avait succédé à son père en 1234 et vivait en 1242. On ne saurait dire si c'est lui encore qui épousa en secondes noces Julienne, dame de la Guierche, que Blanche de Castille nomme gouverneur de Sablé en 1250, et qu'on trouverait encore en 1259 bienfaiteur de l'Abbaye de Bellebranche, ou si ces derniers actes se rapportent à un fils du même nom. Son écu était vairé de cinq tires. Le contre-sceau portant l'aigle à deux têtes. Avec Hamelin s'éteint le nom, au moins dans la branche aînée. Emmanuelle, seule héritière, épousa Jean Chamaillard. Sa descendance arriva  avec Henri IV jusqu'au trône de France[2].
- Pierre d'Anthenaise[2], doyen de Sablé de 1199 à 1212 au moins, et chanoine de Notre-Dame du Bourg-Chevrau, 1205, cité dans un grand nombre de chartes lavalloises, et Robert d'Anthenaise, qui lui avait succédé dans sa charge en 1217, étaient des cadets de la famille. Pierre, d’après Gilles Ménage, serait fils d'Hamelin et de Cécile.

### Deuxième famille d'Anthenaise
Une famille d'Anthenaise apparaît, au XIVe siècle avec des armoiries différentes ; ses armes sont chargé de trois jumelles. Cette famille est sans lien avéré avec la première famille (peut-être une branche cadette, selon Gustave Chaix d'Est-Ange, ou Pierre-Louis Lainé : Archives généalogiques de la Noblesse de France, 1843, t. VIII, p. 1-29-50).
Toutes les branches connues depuis sont issues de celle du Plessis d'Anthenaise. Ce sont celles de Villeray, du Fresne et de la Haie-sur-Colmont ; celle du Port-Joulain qui a pour auteur Jean d'Anthenaise, lieutenant de Pierre Le Cornu au gouvernement de Craon pour la Ligue catholique ; celle de la Pitellière et celle de Saint-Philbert en Anjou qui subsiste.

#### Filiation
La filiation de cette ligne ne parait être à peu près établie qu'à partir de 1368, date à laquelle Hamelin, seigneur d'Anthenaise, et sa femme, Marguerite de la Ferté ou plutôt de la Frette, firent leur testament en faveur de leur fils Aimery. Celui-ci servit dans les armées du Roi suivant une quittance de ses gages donnée à Orléans le 8 août 1382. Il épousa successivement Lucrèce de Montjean et Péronnelle de Briolay, veuve de N. Fresnel, seigneur du Plessis-Fresneau.
Jean, seigneur d'Anthenaise et de Villeray, né de la première union, est mentionné dans des actes du 14 mars 1391, du 11 janvier 1393 et de 1395. Il épousa en 1393, d'après M. Bonneserre de Saint-Denis. Jeanne Fresnel, dame du Plessis-Fresneau, fille de sa belle-mère. Il en eut deux fils, Aimery et Pierre d'Anthenaise, qui furent les auteurs de deux branches.

#### Première branche
L'aîné des deux frères d'Anthenaise, seigneur d'Anthenaise, fut un des plus vaillants capitaines du roi Charles VII, fut fait prisonnier par les Anglais à la Bataille de Verneuil, en 1424, et dut emprunter pour sa rançon la somme de 2 800 écus d'or. Il soutint en 1432 un siège contre les Anglais dans le Château de Sillé-le-Guillaume, transigea en 144S avec Jean d'Anthenaise, chef de la branche cadette, pour le remboursement des 2800 écus d'or qu'il avait dû emprunter et fit son testament à l'âge de 75 ans le 4 janvier 1469. Sa descendance s'éteignit avec René, connu sous le titre de baron d'Anthenaise, seigneur d'Anthenaise, né le 30 octobre 1580, décédé sans postérité en 1643. Il avait épousé en 1642 Marie de Montesson qui lui survécut de longues années.
- Charles Ier d'Anthenaise, seigneur d'Anthenaise, écuyer de l'Écurie du Roi, épousa Isabeau des Aiglantiers, fille de Guillaume des Aiglantiers, seigneur d'Oiron, sœur de Pierre et tante de Brizegault, seigneurs des Aiglantiers, d'Oiron et du Bois-au-Parc ; il vivait en 1494.
  - René Ier d'Anthenaise, seigneur d'Anthenaise et de la Tannière, vivait en 1487, avec Jeanne Le Clerc, sa femme, sœur de Nicolas le Clerc, seigneur de Juigné, et fille de Jean le Clerc, seigneur de Juigné, et de Marguerite d'Aulnières, sa seconde femme.
    - (1) Louis d'Anthenaise, seigneur d'Anthenaise, du Faux et de la Tannière, épousa, en 1515, Jeanne de Cervon, fille unique et héritière de René de Cervon, seigneur de la Motte-Busson et du Marchais-Arondeau, et de Tiphaine-Perrine de la Sorinière. Il mourut en 1537[8]
      - Charles d'Anthenaise, seigneur d'Anthenaise et de la Motte-Busson, chevalier de l'Ordre du Roi, marié en 1549 avec Madeleine de Carel, dame de l'Espinay et de Mélangie. Une sentence fut rendue contre lui, à la sénéchaussée d'Anjou, au profit du Chapitre de l'église d'Angers, pour des vignobles qu'il possédait dans le fief et châtellenie de Saint-Denis-d'Anjou[n 2]. Le 16 mai 1558 Charles d'Anthenaise partageait, avec sa soeur Renée, la succession de ses père et mère, et celle de Guillaume d'Anthenaise, leur oncle, dans laquelle il lui attribuait des biens[n 3]. Charles mourut sans enfants, le 15 juin 1576, et sa veuve se remaria avec René Tessier, seigneur de Courcelles ;
      - Germain d'Anthenaise, seigneur d'Anthenaise, chevalier de l'Ordre du Roi en 1569, nommé gouverneur de Fougères dès 1565, fut marié deux fois : 1° avec Jeanne de la Ferrière, dame de Pascoux, veuve de Tristan de Langan, seigneur de Bois-Février, capitaine de Rennes et Pannetier de la Reine; 2° avec Renée de Langan, dame de Bevreau, en 1572, veuve de N... d'Avoines, et fille de Georges de Langan et de Marie Peschart de Bernières. Germain mourut en 1586 ou avant novembre 1587.
        - (1) 1re Françoise d'Anthenaise, mariée 1° en 1587, avec Gabriel des Vaux, seigneur de la Tour-du-Mont; 2° en 1600, avec N... de Maillé de la Tour-Landry ;
        - (2)  1re Renée d'Anthenaise, mariée en 1586 avec Pierre de la Haye, seigneur de la Roche-Bouet et de la Haye-de-Brissarthe, en Anjou.
          - Urbain de la Haye, baptisé le 2 juillet 1604, à Chaumont, près Jarzé (Anjou);

        - (3)  2e René II d'Anthenaise, chevalier, baron d 'Anthenaise et seigneur de la Motte-Busson, né le 30 octobre 1580, épousa : 1° en 1601, Marie Le Mastin, fille de Claude le Mastin, seigneur de la Favrière, de Champagné, etc., chevalier de l'Ordre du Roi, gentilhomme ordinaire de sa chambre, et de Jeanne de Barbezières, baronne de Nuaillé; 2° par contrat du 9 février 1642, passé devant Portier, notaire résidant à Champgenéteux, Marie de Montesson, fille de défunt René de Montesson et de Renée des Rotours ; elle reçut en dot, pour sa légitime, 21,000 livres et un mobilier. René d'Anthenaise est qualifié baron d'Anthenaise dans un titre de 1633[n 4]. René d'Anthenaise mourut donc sans postérité, en 1643, et c'est depuis cette époque que la terre du Plessis-Anthenaise sortit de la famille; mais sa seconde femme vécut encore de longues années, et vint réhabiter le logis paternel, situé paroisse de Bais.
        - (4)  2e Renée d'Anthenaise, morte jeune en 1591 ;
        - (5)  2e Charlotte d'Anthenaise, morte en 1592.

      - Renée d'Anthenaise, dame du Faux, mariée, par contrat du 18 mai 1538, passé devant Ambroise Tartroux, notaire de la cour de Laval, avec Antoine de la Chapelle-Troussière, seigneur de la Troussière et de Varennes, fils de Jean de la Chapelle-Troussière, seigneur des mêmes lieux, et de Christophlette L'Enfant, dame de Varennes[n 5]. Elle abitait sa terre de Vaujouas, paroisse d'Auvers-le-Hamon, et laissa deux enfants qui partagèrent sa succession par acte passé devant Guérin, notaire royal au Mans, le 2 décembre 1594, savoir :
        - François de la Chapelle-Troussière, baron de Varennes-l'Enfant, chevalier de l'Ordre du Roi ;
        - Christophlette de la Chapelle-Troussière, femme de Charles de Cervon, seigneur des Arcis, aussi chevalier de l'Ordre du Roi.

    - (2) Guillaume, mort avant le 16 mai 1558 ; il en est fait mention dans le partage qui eut lieu, à cette date, entre Charles d'Anthenaise et Renée, sa soeur, partage analysé, au XVIIe degré ;
    - (3) Charlotte, femme de Jean Precault, seigneur du Margat, de Combrée, la Savinerie et la Blairie, en 1519 et 1554[11] ;
    - (4) Jeanne, mariée à N... de Fontaines, en Normandie ;
    - (5) Catherine, femme 1° de René Le Vicomte, seigneur de Villy, deSaint-Germain, etc., vivant en 1528; 2° de Thomas de la Haye, seigneur de la Maillardière ;
    - (6) Ambroise, mariée 1° avec Patrice de Goué, seigneur dudit lieu, fils de Thomas de Goué, également seigneur dudit lieu, et de Mathurine de Boisguimault ; 2° avec N... de la Haye-Saint-Hilaire

  - Guyonne d'Anthenaise, mariée, avant 1486, avec Pierre de la Hautonnière, seigneur dudit lieu et de la Pihoraye, mort en mai 1527;
  - Guillemine d'Anthenaise, femme en 1470 de N... de Cigongne, seigneur de Montigny;
  - Jeanne d'Anthenaise, femme de Jean du Grenier, seigneur de la Pelonnière et de la Bretonnière, vivant en 1486.
- Jeanne d'Anthenaise, unie au seigneur d'Illiers.

#### Deuxième branche
L'auteur de la branche cadette, Pierre Ier d'Anthenaise, chevalier, seigneur de Villeray, épousa en 1416 Marie du Fresne. Elle apporta à Pierre d'Anthenaise la terre du Fresne, que ses descendants ont conservée jusqu'en 1594, qu'elle passa, par une alliance, dans la maison de Beauregard.
- Son fils, Jean III d'Anthenaise, seigneur de Villeray et de Villepuy, passa en 1445 avec Aimery d'Anthenaise la transaction dont il a été parlé plus haut. Il épousa en 1440 sa cousine germaine Guyonne Bineu, sœur et héritière du seigneur de Portjoulain, en la paroisse de Marigné[1].
  - Aimery III d'Anthenaise, chevalier, seigneur de Villeray, du Fresne, de Portjoulain, de la Haye-sur-Colmont et de Villepuy, dont la veuve, Jeanne de la Chapelle, fit un partage avec ses enfants en 1507 et fit son testament le 15 septembre 1523.
    - Jean d'Anthenaise,  dont la destinée, ultérieurement au partage de 1525, est restée ignorée.
    - Jacques d'Anthenaise, écuyer, seigneur du Fresne, de Villeray, de Villepuy, du Port-Joulain, etc., fils d'Aimery. Il épousa d'abord, le 27 mars 1506, Renée de Froulay, puis Renée de Bouillé, de laquelle il n'eut pas d'enfants. Jacques d'Anthenaise comparut à l'arrière-ban d'Anjou, en 1535[n 7].
      - Jean IV d'Anthenaise', écuyer, seigneur de Villeray, du Fresne, du Port-Joulain et dde la Haye-sur-Colmont, marié le 4 février 1539 à 1re Simone de Champagne, dont les deux fils, Pierre et Jean, partagèrent la succession par acte du 25 mai 1584. Ceux-ci furent les auteurs de deux grands rameaux. Il épousa aussi 2e Catherine d'Abatant. Il déclarait tenir du Roi, par grâce spéciale, droit de maison forte, de justice patibulaire, et de fuie, avec garenne défensable à poil et à plume[13].
        - Premier rameau
        - 1re L'auteur du premier rameau, Pierre II d'Anthenaise, chevalier, seigneur de Villeray, de la Haye-sur-Colmont, du Petit-Bois, du Port-Joulain, de Vaujouas et de la Bigne, épousa, par contrat du 11 août 1574, Madeleine de Loisel, fille de Pierre de Loisel, seigneur de Brinon, et de Marie de Poislé. Il produisit ses titres devant les commissaires aux francs-fiefs, à Angers, et fut maintenu dans sa noblesse, en 1586. Pierre d'Anthenaise suivit avec zèle le parti de la Ligue Catholique ; lors du siège du Chateau de Lassay, le 15 juin 1589, il tua un mestre de camp d'infanterie chargé de la défense de cette place, et dut s'enfuir pour de longues années, ce qui le ruina presque entièrement (D'Hozier), et sans doute aussi le força de vendre, en 1590, le Port-Joulain à Jean d'Anthenaise, son frère[1] Pierre d'Anthenaise fut déchargé du ban et arrière-ban, le 14 mars 1597, à raison de ses services. Lui et sa femme émancipèrent Urbain et Pierre, leurs fils, le 10 janvier 1612. Il vivait encore en 1620. De leur union sont provenus:
          - (1) Urbain II d'Anthenaise, seigneur de Rouilly et du Douet, dans l'élection de Lisieux. Demeurant paroisse du Douet-Arthus, élection de Lisieux, émancipé avec Pierre, son frère, le 10 janvier 1612, il fut élu tuteur de ses frères et de sa sœur Anne, le 29 janvier 1619. Il transigea avec eux en 1623. Urbain fut maintenu dans sa noblesse par jugement des commissaires généraux députés dans la Généralité d'Alençon, du 27 mars 1641[1]. Marié en 1633 à Louise de Bocquencey, dont la descendance donna un page de la Reine en 1733 et s'éteignit dans les mâles en 1802.
            - Claude Ier d'Anthenaise, écuyer, seigneur de Rouilly et de Poislé, époux de Françoise-Geneviève de Chandebois. Claude et Pierre d'Anthenaise produisirent leurs titres de noblesse devant Benoît Hector de Marle, intendant de la généralité d'Alençon, et reçurent acte de cette production le 4 juin 1666. Claude était alors âgé d'environ 31 ans.
              - Claude II d'Anthenaise, écuyer, seigneur de Rouilly et de Poislé, partagea avec son frère André la succession de leur père, le 15 juillet 1698. Il fit enregistrer ses armes bandé d'argent et de gueules, de six pièces, à l'Armorial de la Généralité d'Alençon[14], époux de Anne-Thérèse de Courdemanche.
                - Henri-Geoffroy d'Anthenaise, né le 7 novembre 1717, reçu page de la Reine le 7 juillet 1733, sur titres produits remontant à Jacques d'Anthenaise, son cinquième aïeul, seigneur du Fresne, marié avec Françoise de Froulay[15]. M. d'Hozier décrit les armes de Henri-Geoffroy : Bandé d'argent et de gueules, de huit pièces[n 8].

              - André d'Anthenaise, écuyer, vivant en 1698.

            - Pierre d'Anthenaise, écuyer, seigneur du Douet, paroisse du Douet-Arthus. Il est mentionné dans un acte du 5 novembre 1656. Il épousa, par contrat du 12 septembre 1662, Marguerite d'Orville, obtint une sentence contre Pierre Alix et Marie Durand, sa femme, le 1er mars 1664, et fut compris dans l'acte de production des titres de sa maison, délivré à Claude d'Anthenaise, son frère, le 4 juin 1666. Il fit enregistrer ses armes bandé d'argent et de gueules, de six pièces à l'Armorial de la Généralité d'Alençon[16], en 1698.
              - Claude d'Anthenaise, né en 1664

          - (2) Pierre III d'Anthenaise,  écuyer, seigneur, seigneur de la Pitellerie, marié en 1622 à Marie des Faveries, dont la descendance parait s'être éteinte en la personne de Charles-Claude d'Anthenaise, né en 1748, admis en 1761 parmi les pages de la Reine. Les divers représentants de ce rameau avaient été maintenus dans leur noblesse, le 4 juin 1666, par jugement de Benoît Hector de Marle, intendant de la généralité d'Alençon.
            - Claude III d'Anthenaise, écuyer, seigneur de la Pitellerie, baptisé le 21 janvier 1624, servit sous le marquis de Saint-Simon-Courtomer, suivant un certificat du 18 juin 1642. Il s'allia, par articles du 4 février 1649, reconnus le 6 août 1649, avec Françoise de Tronson, fille de Robert de Tronson, écuyer, sieur dudit lieu, gentilhomme de la vénerie du Roi, et de Florence d'Aureville. Claude d'Anthenaise fut compris dans l'acte de production des titres de sa famille devant Benoît Hector de Marle, intendant de la généralité d'Alençon, du 4 juin 1666. Il était alors âgé de 44 ans.
              - François Ier d'Anthenaise,  écuyer, seigneur de la Pitellerie, né le 2 mars 1650, épousa, par articles du 31 décembre 1674, reconnus le 15 mai 1675, Madeleine Le Fleuriel. Il fit enregistrer ses armes bandé d'argent et de gueules, à l'Armorial de la Généralité d'Alençon[n 9].
                - Claude V d'Anthenaise, écuyer, seigneur de la Sauvagère, né le 5 avril 1686, épousa, par articles du 19 novembre 1713][n 10], Marie-Jeanne Moynet, fille de Henri Moynet, écuyer, seigneur de la Salmondière, et de Jacqueline Riou.
                  - Claude-Henri d'Anthenaise, écuyer, seigneur de la Pitellerie, baptisé le 1er février 1715, épousa, par contrat du 5 février 1743[n 11], Marie-Thérèse Chemin.
                    - Charles-Claude d'Anthenaise, né le 6 mai 1748, reçu page de la Reine d'après le certificat de ses preuves de noblesse remontant à Jean d'Anthenaise, son sixième aïeul, seigneur du Port-Joulain, marié, le 4 février 1539, avec Simonne de Champagne[n 12].

            - Claude IV d'Anthenaise, écuyer, seigneur du Parc-Cotteron. Il eut avec Claude d'Anthenaise, écuyer, seigneur de la Pitellerie, son frère aîné, pouvoir de tirer et chasser sur leurs terres, par sentence du 16 mai 1656, rendue contre Pierre de Loisel, écuyer, seigneur de Saint-Léger. Marie Froger, sa veuve, fut nommée, le 9 mars 1658, tutrice de leur fils.
              - Pierre IV d'Anthenaise, écuyer, auquel fut commun l'acte de production des titres de sa famille devantBenoît Hector de Marle, intendant de la généralité d'Alençon, le 4 juin 1666. Il était alors âgé de 16 ans.

          - (3) René d'Anthenaise, écuyer, seigneur du Til et d'Ouville, paroisse de Saint-Léger-sur-Sarthe, baptisé le 8 décembre 1593, marié, par contrat du 30 juin 1624, avec Gilberte de L'Estang.
            - Jacques d'Anthenaise, écuyer, seigneur d'Ouville. Lui et son frère étaient sous la tutelle de Claude d'Anthenaise, seigneur de la Pitellerie, leur cousin, suivant acte du 1er octobre 1653. Jacques était âgé d'environ 31 ans, et non marié, lors de la production des titres de sa famille devant Benoît Hector de Marle, intendant de la généralité d'Alençon, le 4 juin 1666 ;
            - Charles d'Anthenaise, écuyer, âgé de 24 ans, et non marié, le 4 juin 1666 ;
            - Marie d'Anthenaise, baptisée le 27 juin 1637, à Saint-Germain d'Angers;
            - René d'Anthenaise, baptisé le 28 août 1641, même église ;
            - Nicole d'Anthenaise, baptisée le 10 juillet 1645, même église ;

          - (4) François d'Anthenaise, écuyer, seigneur d'Ouville et des Bois, vivant le 27 septembre 1623;
          - (5) Nicole d'Anthenaise, née en 1576, mariée, le 16 novembre 1600, avec Nicolas de la Barre, seigneur des Fondreaux. Elle était veuve en 1637 et fut inhumée, en l'église de Marigné, le 26 janvier 1662, âgée de 86 ans;
          - (6) Françoise d'Anthenaise, baptisée le 18 août 1596 ;
          - (7) Renée d'Anthenaise, mariée à François de Bonenfant, écuyer;
          - (8) Anne d'Anthenaise, mineure en 1619. Elle était mariée, le 27 septembre 1623, avec Paul de Courdemanche, écuyer, seigneur de Saint-Père;
          - (9) Marie d'Anthenaise. Elle vivait le 12 mars 1637.

        - Rameau cadet
        - 1re Jean V d'Anthenaise, seigneur de la Bigne, puis du Port-Joulain, par acquisition, en 1590, de Pierre d'Anthenaise, son frère aîné, auteur du rameau cadet, fut lieutenant pour le Roi au gouvernement de la ville et du Château de Craon et épousa, le 19 janvier 1592, Françoise de Teillé.  Jean d'Anthenaise céda ses biens à son fils le 14 février 1629. Il fut inhumé en la chapelle du Port-Joulain le 17 mars 1639[17].
          - François II d'Anthenaise, seigneur du Port-Joulain, marié en 1618 à Marie de Charnacé, en eut, entre autres enfants, deux fils, Charles et Augustin, qui furent les auteurs de deux sous-rameaux. Les représentants de ces deux sous-rameaux furent maintenus dans leur noblesse, le 1er juin 1667, par jugement de Daniel Voysin de La Noiraye, Intendant de la généralité de Tours. Ecuyer, seigneur du Port-Joulain, la Bigne, la Bérardière, puis de la Bouchetière, paroisse de La Chapelle-Saint-Laud, terre qu'il possédait encore en 1635, et sur laquelle s'élevait un ancien château ayant tours d'angles et douves pleines, mais qui passa aux mains, en 1637, d'Olivier du Fresne, lequel la donna pour dot à sa fille Françoise, femme de Pierre Ayrault, conseiller au Parlement de Bretagne[18]. François d'Anthenaise épousa, par contrat du 17 avril 1618[n 13], Marie de Charnacé, fille de Jacques de Charnacé, chevalier, seigneur de Charnacé, conseiller au Parlement de Bretagne, et d'Adrienne le Paigné de la Juzelais. Marie de Charnacé fut inhumée en la chapelle du Port-Joulain, le 14 avril 1637. François d'Anthenaise, mort à Charchigné, avait été enterré dans l'église de ce lieu, le 6 décembre 1648. Son corps fut exhumé et transporté en la chapelle du Port-Joulain, le 10 décembre 1648[17].
            - (1) René, seigneur de la Bérardière, inhumé en la chapelle du Port-Joulain le 26 septembre 1645. Il n'était pas marié. Son frère Charles fut son héritier principal ;
            - (2) François III d'Anthenaise, baptisé le 7 juillet 1620, mort avant son frère Charles ;
            - Premier sous-rameau
            - Le premier sous-rameau fut encore maintenu dans sa noblesse, le 20 mai 1669, par arrêt du Parlement de Bretagne il s'éteignit avec Marie-Marquise d'Anthenaise, dame de Portjoulain, née en 1689, mariée à Achille de Barrin, seigneur de Fromenteau, conseiller au Parlement de Bretagne, décédée en 1762.
            - (3) Charles Ier d'Anthenaise, écuyer, seigneur du Port-Joulain, de la Bigne, etc., épousa, par contrat du 5 janvier 1646, Anne Le Paigné, fille aînée et héritière de Louis le Paigné, seigneur de la Charrouillère, près Nantes, de la Touche, de la Bourdelière, et de dame Jeanne Richerot. Charles d'Anthenaise, à l'exemple de son père et de son aïeul, avait porté le nom de la Bigne, en négligeant d'y joindre celui d'Anthenaise. Les habitants de Marigné refusèrent alors de payer à M. de la Bigne les droits qu'ils devaient à M. d'Anthenaise ; de là, procès que gagna M. de la Bigne, et par lequel ils furent condamnés à payer les frais et dépens. Anne le Paigné était veuve de Charles d'Anthenaise le 3 décembre 1665, et demeurait en la paroisse de Vallet. Elle obtint acte de la représentation des titres de noblesse de ses enfants (dont elle était tutrice), et d'Augustin d'Anthenaise, son beau-frère, le 10 juin 1667, par-devant Daniel Voysin de La Noiraye, Intendant de la généralité de Tours.
              - Charles II d'Anthenaise, chevalier, seigneur du Port-Joulain, de la Jaille-Yvon, de Montguillon, de Landifer, de la Touche et de la Charrouillère, paroisse de Vallet, lieutenant de Roi en la ville de Château-Gontier, fut maintenu dans sa noblesse d'extraction par arrêt de la Chambre établie pour la réformation de la Noblesse de Bretagne, du 20 mai 1669[n 14]. Il fit reconstruire le château du Port-Joulai. Il avait épousé, en 1688, Jeanne Olivier.
                - (1) Charles III d'Anthenaise, né le 1er avril 1692, baptisé le 10 janvier mort jeune;
                - (2) Pierre-René, né le 14 avril 1693.
                - (3) Charles-Auguste, né au Port-Joulain le 9 juin 1694;
                - (4) Aymeric-Louis, baptisé le 31 octobre 1695.
                - (5)Jean-Baptiste-Prosper, né le 20 septembre 1698.
                - (6) Marie-Marquise, née le 18 août 1689.
                - (7) Constance, née au Port-Joulain le 18 novembre 1690.

              - Jacques d'Anthenaise, mort en bas âge ;
              - Jeanne-Marguerite d'Anthenaise, baptisée le 20 juin 1649. Elle eut pour parrain, haut et puissant seigneur Jean de Montallais, chevalier, seigneur de Chambellé, de Marigné, etc., et pour marraine Jeanne Richerot, dame de la Charrouillère ;
              - Charlotte d'Anthenaise.

            - (4) Julien d'Anthenaise, baptisé au Port-Joulain le 16 décembre 1634. Il se maria à 57 ans, par contrat passé devant Journel, notaire à Grez-Neuville, le 27 septembre 1691, avec Renée Esnault de la Girardière, fille de Renée Pasqueraye et de Pierre Esnault de la Girardière, seigneur dudit lieu et de l'Aulnaye, et gentilhomme ordinaire de la chambre du Roi[10] ;
            - Second sous-rameau
            - Le deuxième sous-rameau acquit en 1700 la terre importante de Saint-Philbert-du-Peuple, en Anjou. Son chef, François-Pierre d'Anthenaise, seigneur de Saint-Philbert, né en 1744, marié en 1776 à Anne Trowic de la Gagnerie, prit part en 1789 aux assemblées de la noblesse tenues à Angers. Armand d'Anthenaise, né à Saint-Philbert en 1779, fils unique du précédent, prit part, malgré sa jeunesse, à l'a Guerre de Vendée. Il épousa plus tard, en 1809, Mademoiselle de Contades, reçut le titre héréditaire de comte, le 6 septembre 1828, par lettres patentes du roi Charles X avec institution en majorat de sa terre de Saint-Philibert et de divers immeubles à Angers et mourut en 1834. C'est du fils de celui-ci, Victor, comte d'Anthenaise, né à Angers en 1809, marié en 1837 à Mademoiselle de Rougé, décédé en 1882, que descendent les représentants actuels.
            - (5) Augustin Ier d'Anthenaise, chevalier, seigneur de la Boulaie, la Raillière, la Fontaine, Bois-Girault, etc., né au Port-Joulain, le 14 janvier 1637. Il épousa 1° par contrat passé devant René Vallier, notaire à Montfaucon, le 30 mars 1662, mariage célébré le 12 mai 1637 en l'église paroissiale de la Renaudière, Charlotte de Gourdon, fille de Jacques de Gourdon, écuyer, seigneur des Coteaux, et de Suzanne de la Poëze, et veuve de messire Henri de Terves, seigneur de Bois-Girault, paroisse de Saint-Philbert, terre qu'elle apporta dans la famille d'Anthenaise. Charlotte de Gourdon décéda le 7 mars 1675 et fut enterrée dans l'église de la Renaudière[19]; 2° Marie d'Andigné, le 9 juillet 1677, en l'église de la Trinité d'Angers, et qui mourut dès le 5 septembre 1678, et fut aussi enterrée dans l'église de la Renaudière. Elle était fille de François d'Andigné, chevalier, seigneur de la Pouquenaie, et d'Hélène de la Chesnaie; 3° Ursule de Brissac, veuve de noble homme Christophe Duval, seigneur des Buissons, par contrat passé le 12 août 1679, devant René Raffray, notaire à Angers, mariage célébré le 30 août 1679 en l'église de la Trinité d'Angers. Elle mourut le 26 juin 1686, et l'on voit dans une sentence qui fut rendue le 9 décembre 1686, par le Présidial d'Angers, pour régler le partage de sa succession, qu'elle était née de l'union illégitime d'un Cossé-Brissac, ainsi que sa sœur Renée et son frère Joseph. Ce qui ne nuisit en rien, cependant, à leur établissement, puisque Renée épousa Jacques de Girard de Charnacé, écuyer, seigneur de Gastines, et que son frère, Joseph de Brissac, écuyer, seigneur des Chanières, prit pour femme Elisabeth de la Fontaine de Follin[10]. Augustin d'Anthenaise fut inhumé dans l'église de la Renaudière, le 21 décembre 1687.
              - (1) 1re Augustin II d'Anthenaise, né à la Renaudière le 26 avril 1663. Il eut pour parrain Prosper de Collasseau et mourut en bas âge ;
              - (2) 1re Augustin III d'Anthenaise, né à la Raillière, commune de la Renaudière, le 30 juillet 1665. Il est qualifié, dans les actes, chevalier, seigneur de Bois-Girault, terre dont il hérita à la mort de sa mère. Il épousa dame N... de Villeneuve de Cazo, paroisse du May. En 1700 il acheta la Cour de Saint-Philbert-en-Mauges. Il fit enregistrer ses armes d'argent à trois jumelles de gueules, en bande à l'Armorial général de Tours (fol. 97). En 1728 il présenta à la nomination de l'évêque d'Angers, Jean Thareau comme aumônier de la chapelle Notre-Dame-de-Piété, qu'il avait établie en son château de Bois-Girault. Il mourut sans enfants, assassiné par son domestique, un jour de Pâques, en revenant de l'église. Après lui, Bois-Girault demeura quelque temps encore aux d'Anthenaise, puis revint aux héritiers de sa mère, par acte consenti le 13 mai 1766.
              - (3) 1re Prosper, écuyer, seigneur de la Raillière, né le 19 mars 1668, baptisé le 13 août 1669. Il eut pour marraine Marguerite de Racapé, dame de Briacé, paroisse du Louroux-Bottereau. Il épousa Anne-Elisabeth de Sainte-Marthe. Tous deux, en 1698, firent enregistrer leurs armes à l'Armorial de la généralité de Tours ; celles de Prosper d'Anthenaise d'argent à trois jumelles de gueules, en bande, figurent au folio 127, et celles d'Anne-Elisabeth de Sainte-Marthe d'argent à trois fusées et deux demies de sable, en fasce, au folio 584. On ne voit pas qu'ils aient eu postérité. Prosper fut enterré dans l'église de la Renaudière, le 28 janvier 1716[19] ;
              - (4) 1re Jacques, né le 17 juillet 1669, baptisé le 22 du même mois ;
              - (5) 1re Renée, née le 23 septembre 1664. Elle eut pour parrain René de Gibot et pour marraine Jeanne-Marguerite d'Anthenaise, fille de Charles, seigneur du Port-Joulain;
              - (6) 1re Charlotte, née à la Raillière le 27 février 1672. Elle fut baptisée le 5 mars de la même année, et eut pour parrain Paul de la Brunetière, seigneur du Plessis, docteur de Sorbonne et archidiacre de Paris, nommé évêque de Saintes en 1676 ;
              - (7) 2e Charles IV d'Anthenaise, chevalier, seigneur de Saint-Philbert, né à la Raillière le 22 août 1678, épousa en premières noces Anne-Jeanne de Pennart, dont il n'eut pas d'enfants. A la mort d'Augustin d'Anthenaise, Charles, le seul survivant de tous ses frères, hérita de la terre de Saint-Philbert, achetée par son frère consanguin ; et les héritiers de Charlotte de Gourdon, mère d'Augustin, rentrèrent en possession du lieu de Bois-Girault, suivant acte du 13 mai 1766. Charles, étant âgé de 61 ans, épousa en secondes noces, en la maison de Bécherelle, paroisse d'Epiré, le 24 août 1741[n 15], Anne-Rose-Françoise de Cantineau, fille de Jean de Cantineau, chevalier, seigneur de la Bénicherie, et de Marie-Madeleine de Lancrau. Charles d'Anthenaise mourut au château de Saint-Philbert le 14 juillet 1745 et fut inhumé dans l'église dudit lieu. Sa veuve se remaria, le 23 janvier 1770, avec Gui-Philippe le Gouz, chevalier, seigneur de Bordes, et mourut à Cornillé en 1793.
                - Charles V d'Anthenaise, chevalier, né en 1743 et mort à Saint-Philbert, à l'âge de 30 ans, sans avoir été marié; il fut enterré à Cornillé, le 18 juillet 1773 ;
                - François-Pierre d'Anthenaise, chevalier, seigneur de Saint-Philbert, né en cette commune le 26 avril 1744, entra au service en 1760, comme enseigne, dans le régiment de Cambrésis, commandé par M. de Barrin, son parent. Ce régiment s'embarqua pour l'Ile-de-France, d'où il alla à Pondichéry, et ne rentra qu'en 1763. Nommé lieutenant en 1761, François-Pierre fut ensuite incorporé dans le régiment de Saintonge, où il passait capitaine en 1778, puis se retirait du service en 1780. Il avait épousé, par contrat du 6 février 1776 (mariage bénit le 13 du même mois), Anne-Louise-Elisabeth Trovit de la Gasnerie, dame de Fougeré, Chaton et autres lieux, née à la Flèche, décédée à Cornillé (Maine-et-Loire), fille d' Ignace-Louis-Charles-Damien Trovit de la Gasnerie, écuyer paumier du Roi, et de d'Anne-Louise-Elisabeth Boucault, dame de Fougeré. François - Pierre d'Anthenaise émigra en 1792, servit, dans l'armée de Condé, où il reçut, de la main du prince, la croix de l'Ordre de Saint-Louis. Rentré en France au mois de juillet 1800, il mourut à Angers le 30 janvier 1811.
                  - François-Armand d'Anthenaise, chevalier. Il fit, à l'âge de 16 ans, la première guerre de la Vendée, et s'y distingua par sa bravoure. Après le passage de la Loire, il se réunit aux Chouans et fut tué près de Châteauneuf, en 1794, à l'âge de 17 ans;
                  - Armand-Charles d'Anthenaise, comte d'Anthenaise, né à Saint-Philbert le 31 janvier 1779, y fut baptisé le lendemain et eut pour parrain Armand-Charles de Barrin, maréchal de camp, son cousin, représenté par messire Gui-Philippe le Gouz, chevalier. Quoique âgé seulement de 14 ans, il fit, avec son frère aîné, la première guerre de la Vendée, jusqu'au passage de la Loire. Il épousa à Angers, le 8 février 1809, Gui-Françoise-Victoire de Contades, née à Tigné, près Doué (Maine-et-Loire), le 27 septembre 1789, fille d'Erasme-Gaspard, comte de Contades (petit-fils de Louis Georges Érasme de Contades). Le roi Charles X, par lettres patentes du 6 septembre 1828, érigea la terre de la Cour de Saint-Philbert, près Beaupréau, en majorat avec titre de comte, en faveur d'Armand-Charles d'Anthenaise et de ses descendants mâles, en ligne directe et légitime, et suivant l'ordre de primogéniture.
                    - Victor  d'Anthenaise, comte d'Anthenaise, né à Angers le 30 novembre 1809, a épousé, le 6 février 1837, à Précigné, près Sablé, Marie-Charlotte-Geneviève-Louise-Catherine-Noémie de Rougé, née à Paris, fille d'Augustin-Charles-Camille, comte de Rougé, ancien colonel, officier de la Légion d'Honneur, et de Charlotte-Colombe de la Porte de Riantz.
                      - Pierre VI d'Anthenaise, comte d'Anthenaise, né à Paris le 29 janvier 1838. Volontaire pontifical au corps des Guides du général Louis Juchault de Lamoricière, il s'est marié à Paris, Église Saint-Philippe-du-Roule, le 28 mai 1863, à Camille-Gabrielle de Rochetaillée
                        - Marie, née le 12 mars 1864,
                        - Charlotte, née le 25 avril 1865,
                        - Simon, né le 24 septembre 1866,
                        - Antoinette, née le 9 février 1868,
                        - Madeleine, née le 13 mars 1870,
                        - Henri, né le 6 avril 1871,
                        - Thérèse, née le 11 juin 1872,
                        - Noémie, née le 24 novembre 1873,
                        - Marguerite-Marie, née le 4 mars 1875, morte le 9 mars 1875,
                        - Marguerite, née le 28 août 1876,
                        - Marie-Jeanne-Françoise, née le 25 juin 1878.

                      - Geneviève, née à Précigné le 28 janvier 1840 ; mariée à Paris, Église Saint-Philippe-du-Roulee, le 9 juillet 1868, à M. le comte Léonce d'Estutt d'Assay, d'origine écossaise, et qui a fait, comme engagé volontaire, la campagne de 1870 dans les  Zouaves du général Athanase de Charette de La Contrie.
                        - Joseph d'Estutt d'Assay, né le 16 mars 1875, à Saint-Germain-en-Laye

                      - Simone, née à Mazé, près Beaufort (Maine-et-Loire), le 23 décembre 1841. Religieuse de l'ordre des Ursulines de Chavagnes (Vendée), elle est (1878) Mère assistante au couvent de Belle-Fontaine, d'Angers ;
                      - Charles VI d'Athenaise, vicomte d'Anthenaise, né à Mazé le 21 décembre 1844. Engagé volontaire dans les Éclaireurs du général Athanase de Charette de La Contrie, pendant la Guerre franco-allemande de 1870, il épousait à Paris, Église Saint-Pierre-de-Chaillot, le 3 juillet 1877, Thérèse de Péruse des Cars.
                      - Simonne-Marie-Jeanne, née le 9 août 1878, au château de la Morosière, commune de Neuvy (Maine-et-Loire).

                    - Alfred-Erasme  d'Anthenaise, né à Angers, le 10 novembre 1814, mort en cette même ville, le 8 août 1836 ;
                    - Anne-Marie-Clotilde  d'Anthenaise, née à Angers, le 18 juin 1811

            - (6) Joseph d'Anthenaise, né à la Bouchetière et baptisé le 27 septembre 1632, à la Chapelle-Saint-Laud, mort avant l'année 1665;
            - (7) François IV d'Anthenaise, né à la Bouchetière et baptisé le 7 janvier 1634, à la Chapelle-Saint-Laud;
            - (8) Charlotte d'Anthenaise, baptisée le 3 juin 1622 ;
            - (9) Marie d'Anthenaise, née à la Bouchetière et baptisée le 9 mai 1627, à la Chapelle-Saint-Laud, mariée le 18 juin 1651, en l'église Saint-Aignan d'Angers, avec René  de Pennart, écuyer, seigneur du Port-de-Miré, fils de François de Pennart, écuyer, et de Perrine de Quatrebarbes, dame de la Guedonnière ;
            - (10) Elisabeth d'Anthenaise, née à la Bouchetière et baptisée le 28 novembre 1629, à la Chapelle-Saint-Laud;
            - (11) Anne d'Anthenaise, née à la Bouchetière et baptisée le 19 juin 1631, à la Chapelle-Saint-Laud ; décédée au château du Port-Joulain, et inhumée le 16 avril 1694 dans la chapelle dudit lieu.

          - Anne d'Anthenaise, mariée, par contrat du 28 avril 1622, avec Pierre de la Valette, écuyer, seigneur du Bois-Mellet;
          - Charlotte d'Anthenaise, dame de la Charrouillère. Elle vivait en 1678.

        - 1re Christophe, mort avant le 25 mars 1584 ;
        - 1re François, qui ne vivait plus à cette même époque ;
        - 1re Andrée, baptisée à Champigné, le 23 août 1556; elle eut pour parrain Jean d'Anthenaise, prêtre.
        - 2e Urbain Ier, marié avec Charlotte des Vaux
          - Jean, baptisés en l'église de Marigné, en 1610;
          - Renée

        - 2e Madeleine d'Anthenaise, dame du Fresne, mariée, en 1594, avec Honorat-Benjamin de Beauregard, auquel elle porta la terre du Fresne ; elle mourut en 1620.

      - Anne d'Anthenaise, mariée, par contrat du 18 août 1530, à Jean de Pannard, écuyer, seigneur de Chantepie, etc., lequel transigea avec Jean d'Anthenaise, son beau-frère, le 14 janvier 1539 (v. st.)
      - Catherine  d'Anthenaise, mariée avec Jean de Fromentières, seigneur de Mellé, fils d'André de Fromentières et de Jeanne de Montaillé.

    - François d'Anthenaise, marié avec Anne Le Clerc, laquelle était veuve lors d'une transaction qu'elle passa le 26 juin 1552 avec Jean d'Anthenaise, son neveu.
    - Jean  d'Anthenaise, curé du Houssay, puis de Poulay, décédé en la Cour du Port-Joulain, vers le milieu du mois de novembre 1557[20].

  - Jeanne-Marguerite, mariée avec Pierre Vachereau, son parent du 9e au 10e degré, seigneur des Chesnaies et de Chevillé, maître d'hôtel du roi de Sicile[1].

## Héraldique
- d'argent à une croix de gueules cantonnée de quatre roses de même (armes anciennes)[3].
- d'argent à trois bandes de gueules (branche éteinte fixée dans la généralité d'Alençon[3].
- d'argent à l'aigle éployée de gueules, au vol abaissé (branche en Anjou, seule subsistante)[3].
- Alias : écartelé aux 1 et 4 d'argent à l'aigle éployée de gueules au vol abaissé ; aux 2 et 3 vairé d'or et de gueules de cinq tires ; sur le tout bandé d'argent et de gueules de huit pièces.[3].

Couronne de comte.

Supports : deux aigles au vol abaissé.
 
Cimier : une aigle essorante.

L'écu posé sur deux bannières en sautoir d'argent à trois jumelles de gueules.

## Alliances
Les principales alliances de la famille d'Anthenaise sont : Maillé de la Tour-Landry 1600, de Montesson, 1642, de Froulay 1806, de Bouillé, de Champagne 1539, de Courdemanche, 1708, de Barrin (de la Gallissonnière), d'Andigné 1677, Leclerc de Juigné, de Charnacé, de Cantineau 1741, de Contades 1809, du Buat 1833, de Rougé 1837, 1917, Destutt d'Assay 1868, de Pérusse des Cars 1877, Gravier de Vergennes 1912, de Vigneral 1904, Jousseaume de la Bretesche 1910, de Montalembert 1906, de Roquefeuil Blanquefort, de Tucé.

### Noms isolés
Pour l'Abbé Angot, quelques noms isolés sont à signaler :
- Colonie d'Anthenaise, femme de Michel de Jonchères, laquelle vivait vers 1350 et dont les armoiries étaient dans un vitrail de l'Église de la Trinité d'Angers ;
- Alix d'Anthenaise, femme de Hugues de Tucé, inhumée dans l'abbaye de Champagne, 1335 ;
- Eustachie d'Anthenaise, femme de Renaud de Montgazon, germana domini d'Anthenaise ; cette dernière vivait, non au XIVe siècle, mais au XVe siècle
- François d'Anthenaise, seigneur du Port-Joulain, et Marie de Charnacé, sa femme, demeuraient à Saint-Laurent-des-Mortiers, où naissent François et Charles, leurs fils, 1624, 1626 ; le père meurt prêtre au Château d'Hauteville en 1648.
- René d’Anthenaise, seigneur de Tillé et d'Ouville, en Saint-Léger-sur-Sarthe, mari de Gilberde de l'Étang, habitait Saint-Isle, où Jean d'Anthenaise était prieur, et y fait baptiser un fils, Urbain, 1632.
- Julien d’Anthenaise, de la branche du Port-Joulain, épousa à Grez-en-Bouère[22], Renée Esnault, et y demeura.
- Jean-Baptiste-Prosper d'Anthenaise, né à Port-Joulain, le 20 septembre 1698, de Charles d'Anthenaise, lieutenant du roi à Château-Gontier et de Jeanne Olivier, religieux de Saint-Maur. Il dédia sa thèse de philosophie, soutenue à Angers, le 2 juillet 1722, à Adélaïde d'Orléans, abbesse de Chelles, fille du Régent Philippe d'Orléans[n 16]. Il fut prieur claustral de l'Abbaye d'Évron, 1741, 1742, et arrêta, dit-on, des démarches entamées pour le faire relever de ses vœux après la mort de quatre de ses frères. En 1746, il passe bail à Château-Gontier du prieuré de Villiers-Charlemagne et meurt à l'Abbaye de Marmoutier.